# Octomeria concolor
Octomeria concolor là một loài lan đặc hữu của Brasil (Rio de Janeiro, Paraná).

## Hình ảnh

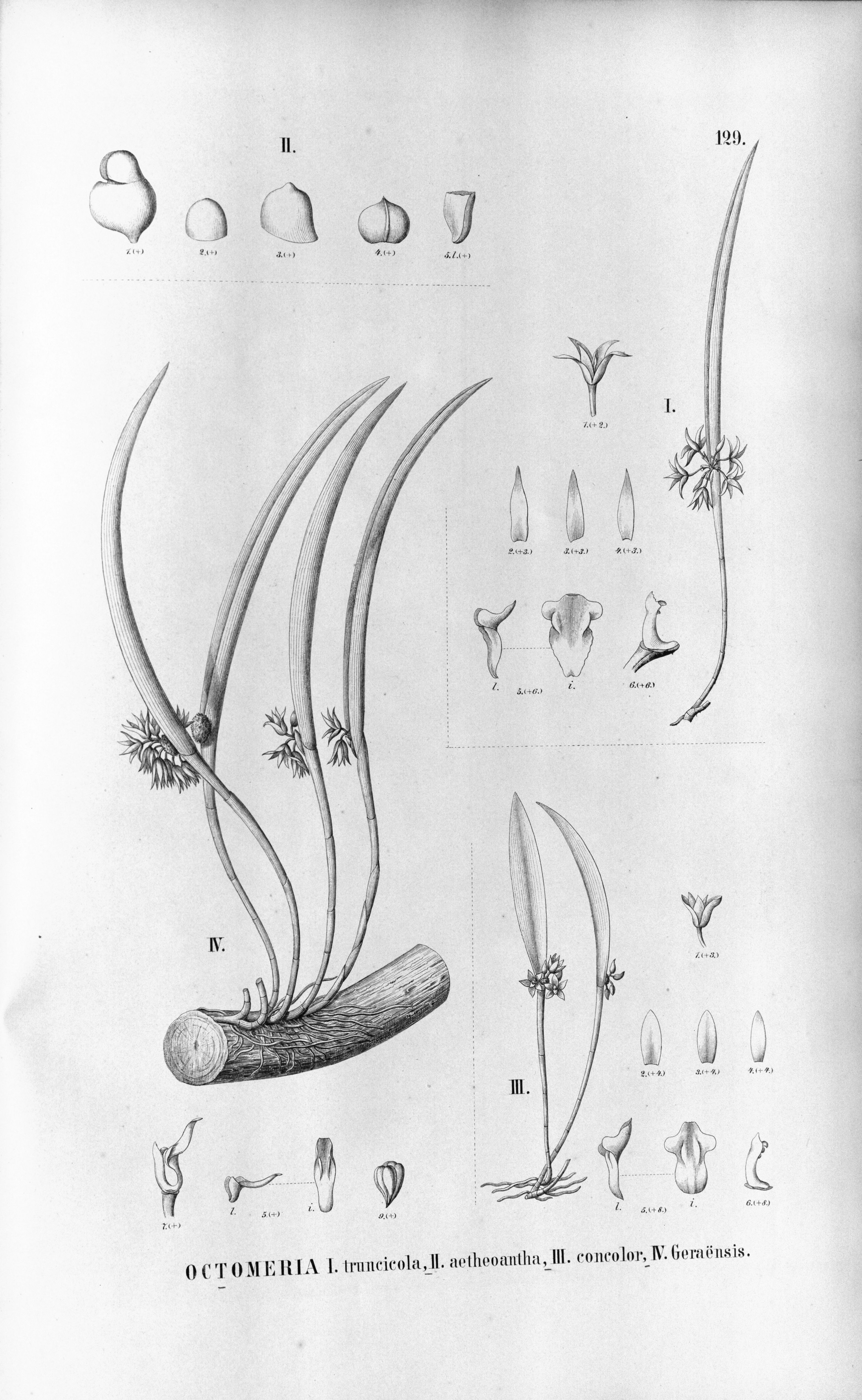